# 1930年代
| 千纪： | 2千纪                                                                                            |
| 世纪： | 19世纪 \| 20世纪 \| 21世纪                                                                       |
| 年代： | 1900年代 \| 1910年代 \| 1920年代 \| 1930年代 \| 1940年代 \| 1950年代 \| 1960年代                 |
| 年份： | 1930年 \| 1931年 \| 1932年 \| 1933年 \| 1934年 \| 1935年 \| 1936年 \| 1937年 \| 1938年 \| 1939年 |

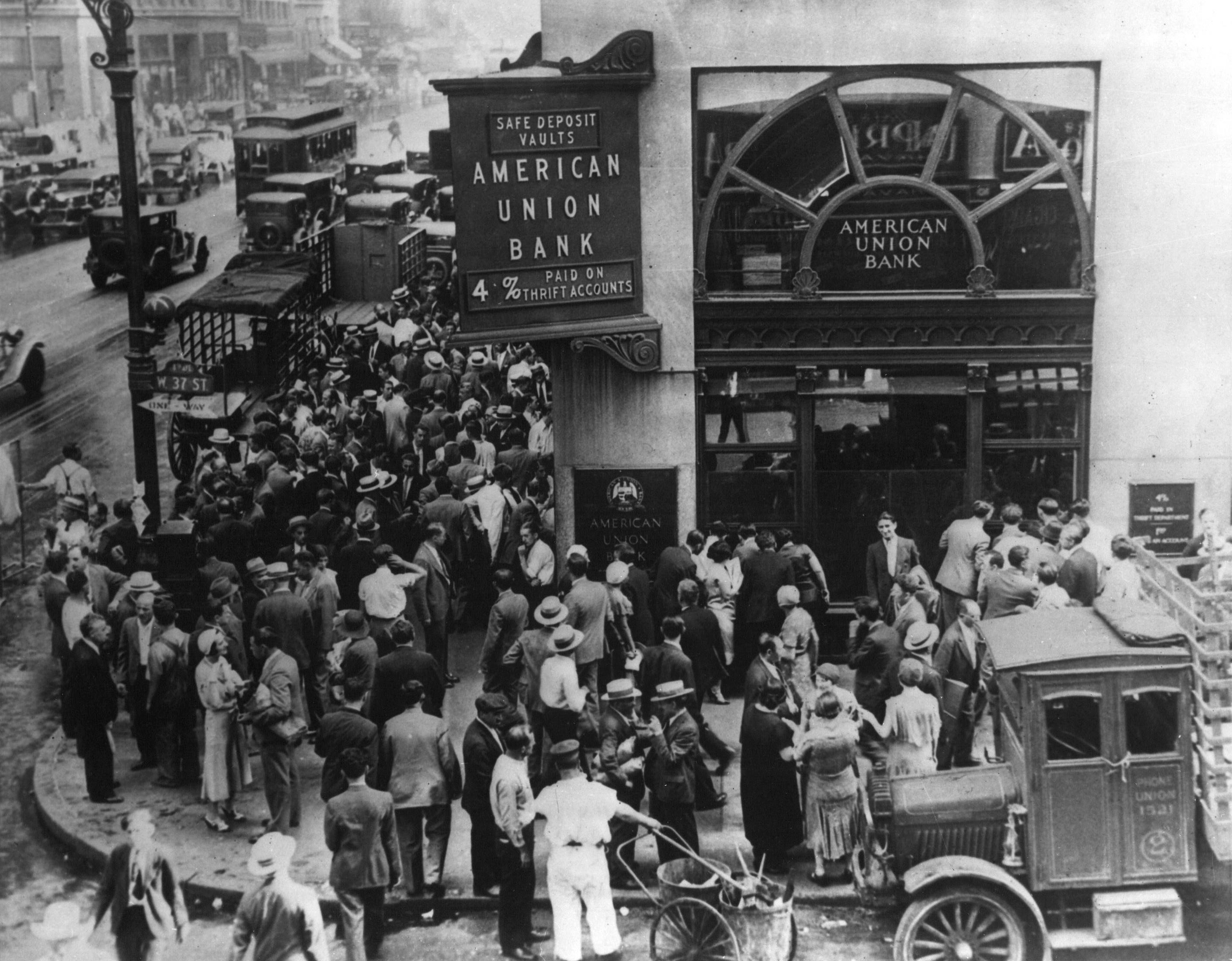
大蕭條的美國

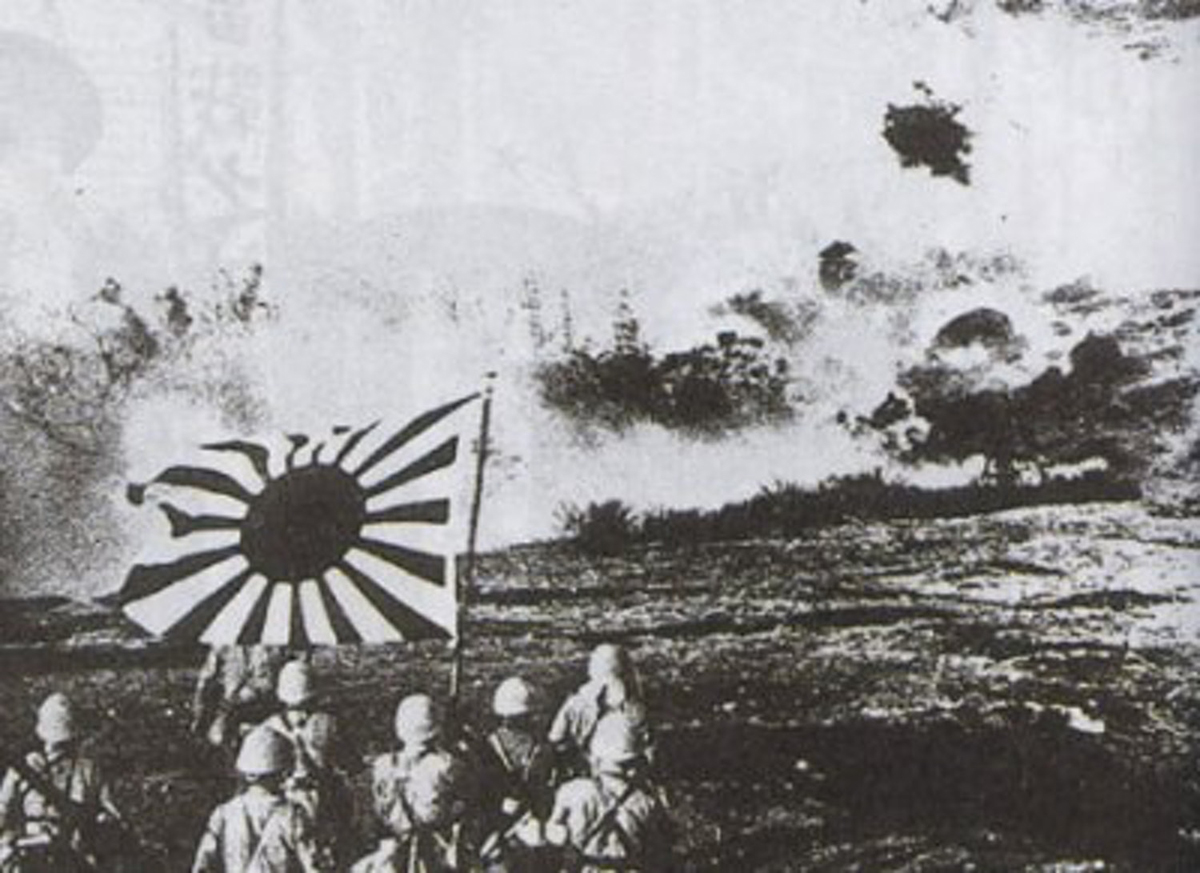
日本廣東攻略戰開始

20世纪30年代始于1930年1月1日，于1939年12月31日结束。
20世纪30年代见证了始于1929年的国际金融体系崩溃以及被称为“大萧条”（Great Depression）的经济衰退。其在世界范围内造成了巨大创伤，导致普遍的失业和贫困，其中尤以作为经济大国的美国与不得不支付第一次世界大战赔款的德国为最。在沙尘暴在美国（绰号“肮脏的三十年代”）进一步强调了财富的稀缺性。赫伯特·胡佛（Herbert Hoover）尝试通过税收平衡预算，但其失败尝试使情况更加恶化。富兰克林·罗斯福（Franklin D. Roosevelt）于1933年当选，并推行新政以帮助美国恢复繁荣。
这十年自由民主飞速后退，为专制政权在欧洲和南美国家的出现提供条件。德国聯邦大總統任命了阿道夫·希特勒（Adolf Hitler），后者制定了《纽伦堡法案》，这是一系列歧视犹太人和其他少数民族的法律。法西斯主义也崛起。尽管国际联盟呼吁和平，但奉行扩张主义的大国入侵了埃塞俄比亚，中国和波兰等较弱国家，其中对波兰的入侵导致了第二次世界大战爆发。1930年代还出现了新技术的激增，特别是在洲际航空，广播和电影领域。

## 大事与潮流

### 政治潮流
- 1930年代见证了世界趋向更激进的生活方式，基于不少欧美国家为大萧条而作几番挣扎。
- 澳洲，这十年被称为“肮脏的十年”。
- 极权主义：法西斯主义、纳粹主义与斯大林主义政权崛起，军国主义在日本崛起。

## 來源
- 西方的巨變
- 第二次世界大戰實錄
- 近代日本史